# Kalls församling
Kalls församling är en församling i Norra Jämtlands kontrakt i Härnösands stift. Församlingen ingår i Åre pastorat och  ligger i Åre kommun i Jämtlands län.

## Administrativ historik
Församlingen har medeltida ursprung.

### Stift
- –1570 Uppsala stift
- 1570–1645 Nidaros stift
- 1645–1647 Uppsala stift
- 1647– Härnösands stift

### Pastorat
- Medeltiden till omkring 1316: Annexförsamling i pastoratet Åre och Kall.
- Omkring 1316: Eget pastorat.
- Omkring 1350 till omkring 1758: Annexförsamling i pastoratet Undersåker, Mörsil, Kall och Åre
- Omkring 1758 till 1 maj 1925: Annexförsamling i pastoratet Undersåker, Mörsil, Kall, Åre och Undersåkers lappförsamling
- 1 maj 1925 till 1 maj 1928: Annexförsamling i pastoratet Undersåker, Mörsil, Kall och Undersåkers lappförsamling.
- 1 maj 1928 till 2000: Eget pastorat.[4]
- 2000–2017: Församlingen ingick i Undersåker och Kalls pastorat.
- 2018–:Åre pastorat

## Komministrar
| 1883–1892 | Gunnar Frans Leonard Knut Lilliesköld |           | Senare kyrkoherde i Svegs församling.   |
| 1892–1909 | Anton Ådén                            |           | Senare kyrkoherde i Sorsele församling. |
| 1910–1927 | Per Johan Winblad                     | 1867–1927 |                                         |

## Kyrka
- Kalls kyrka
- Kolåsens kapell